# Чкаловец (футбольный клуб, 2004)
«Чка́ловец» — российский футбольный клуб из Новосибирска. Основан в 2004 году.
Состав команды был сформирован перед началом сезона 2004 года из игроков, не проходивших в состав главной команды города — «Чкаловец-1936».
В команде играли Константин Игошин и Владимир Рыков. Главный тренер в 2004—2006 годах — Сергей Иромашвили.
Расформирован по окончании сезона 2006 года.

## Достижения
- Кубок России — 1/64 финала (2005/06).
- Второй дивизион Чемпионата России — 8-е место (2005).

## Результаты выступлений в первенстве России, ЛФК
| Год  | Наимен.турнира                                  | Число команд | И  | В | Н | П | Голы  | Очки | Место |
| ---- | ----------------------------------------------- | ------------ | -- | - | - | - | ----- | ---- | ----- |
| 2004 | Первенство ЛФК, зона «Сибирь», группа Б         | 8            | 14 | 8 | 3 | 3 | 33-13 | 27   | 1     |
| 2004 | Первенство ЛФК, зона «Сибирь», финальный турнир | 6            | 10 | 6 | 1 | 3 | 24-12 | 19   | 1     |

## Результаты выступлений в Кубке России, ЛФК
| Год  | Наимен.турнира           | Число команд | И | В | Н | П | Голы | Стадия       |
| ---- | ------------------------ | ------------ | - | - | - | - | ---- | ------------ |
| 2004 | Кубок ЛФК, зона «Сибирь» | 8            | 2 | 1 | 0 | 1 | 3-4  | предв. (1/4) |

## Результаты выступлений в первенстве России, 2-й дивизион
| Год  | Наимен.турнира              | Число команд | И  | В | Н  | П  | Голы  | Очки | Место |
| ---- | --------------------------- | ------------ | -- | - | -- | -- | ----- | ---- | ----- |
| 2005 | 2-й дивизион ,зона «Восток» | 11           | 30 | 6 | 7  | 17 | 20-54 | 25   | 8     |
| 2006 | 2-й дивизион, зона «Восток» | 13           | 36 | 5 | 10 | 21 | 28-68 | 25   | 10    |

## Результаты выступлений вКубке России
| Сезон   | Стадия | Соперник                  | д/г | Счёт            |
| ------- | ------ | ------------------------- | --- | --------------- |
| 2005/06 | 1/256  | Кузбасс-Динамо (Кемерово) | г   | 0:0, пен. — 3:0 |
| 2005/06 | 1/128  | Металлург (Красноярск)    | д   | 3:0             |
| 2005/06 | 1/64   | Динамо (Барнаул)          | г   | 0:3             |
| 2006/07 | 1/256  | Иртыш-1946 (Омск)         | г   | 0:1             |

| Год  | Наимен.турнира           | И | В | Н | П | Мячи | О | Стадия турнира | Гл. тренер |
| ---- | ------------------------ | - | - | - | - | ---- | - | -------------- | ---------- |
| 2004 | Кубок Новосибирской обл. | 3 | 2 | 1 | 0 | 8-5  | 7 | Победитель     |            |